# Communauté de communes du Pays Mélusin
Die Communauté de communes du Pays Mélusin ist ein ehemaliger französischer Gemeindeverband mit der Rechtsform einer Communauté de communes im Département Vienne in der Region Nouvelle-Aquitaine. Sie wurde am 3. Dezember 1993 gegründet und umfasste neun Gemeinden. Der Verwaltungssitz befand sich im Ort Lusignan.

## Historische Entwicklung
Mit Wirkung vom 1. Januar 2017 fusionierte der Gemeindeverband mit
- Communauté d’agglomération Grand Poitiers,
- Communauté de communes de Vienne et Moulière sowie
- Communauté de communes du Val Vert du Clain

und bildete so die Nachfolgeorganisation Grand-Poitiers Communauté d’agglomération. Trotz der Namensähnlichkeit mit einer der Vorgängerorganisationen handelt es sich dabei um eine Neugründung mit anderer Rechtspersönlichkeit.

## Ehemalige Mitgliedsgemeinden
1. Celle-Lévescault
2. Cloué
3. Coulombiers
4. Curzay-sur-Vonne
5. Jazeneuil
6. Lusignan
7. Rouillé
8. Saint-Sauvant
9. Sanxay